# Zyklon B

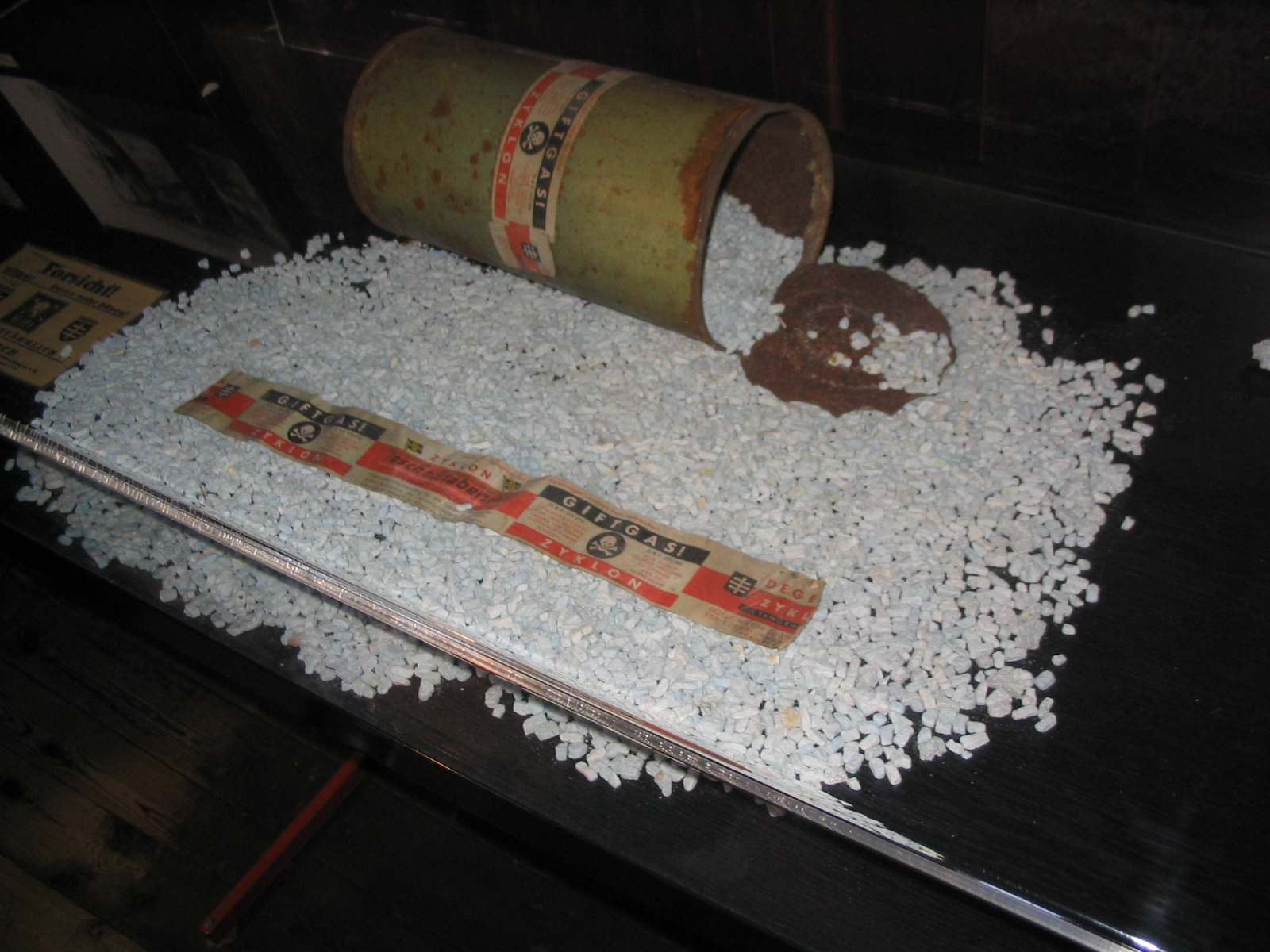
Substrat: „Erco-Würfel“ Zyklon B

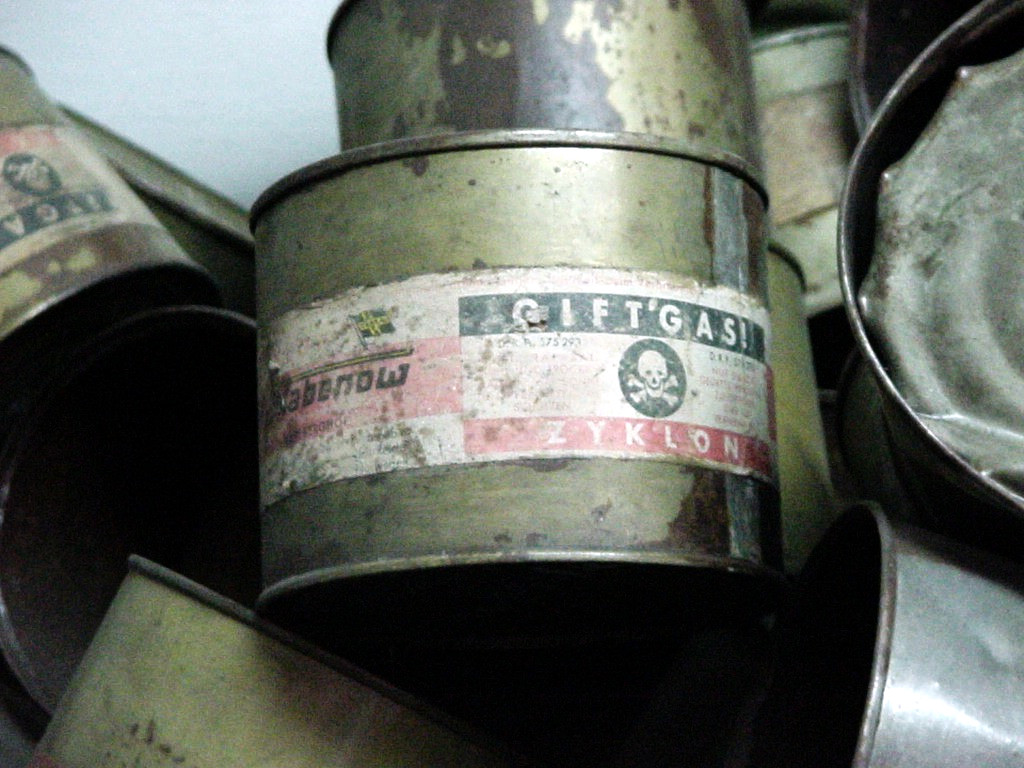
Blechdose: Zyklon B

Zyklon B ist der Handelsname eines 1922 bei der Firma Degesch unter der Leitung von Walter Heerdt entwickelten Biozids zur Entwesung von Schiffen, Mühlen, Kühlhäusern und Massenunterkünften sowie zur Entlausung von Bekleidung. Sein Wirkstoff Blausäure (chemisch Cyanwasserstoff, Summenformel HCN) tritt als Gas aus Pellets aus.
Beim Menschen wird dieses Gas vorwiegend durch Inhalation wirksam, indem es nach wenigen Atemzügen die Zellatmung der Körperzellen zum Stillstand bringt (innere Erstickung). Zwischen 1942 und 1944 wurde es im Vernichtungslager Auschwitz-Birkenau in großem Umfang zu industriell organisiertem Massenmord benutzt; auch in mehreren anderen Konzentrationslagern wurden Lagerinsassen damit getötet. Die Bezeichnung für das Gift ist zu einem der Synonyme für die Technik und Systematik des Holocaust geworden.

## Produkt
Zyklon B bestand aus flüssiger Blausäure, die in der Produktion auf saugfähige Trägermaterialien aufgetropft wurde. Es fand zunächst Kieselgur Verwendung, dieser Träger wurde später durch ein hochporöses Gipsprodukt („Erco“) ersetzt. Ein dritter Träger waren Zellstoffscheiben, sogenannte Discoids. Außerdem wurde ein chemischer Stabilisator hinzugefügt, der dadurch, dass er schneller als die Blausäure ausgaste und Augen und Schleimhäute reizte, zugleich als Warnstoff fungierte und Unfälle verhindern sollte. Zusätzlich wurde ein weiterer, langsamer ausgasender Warnstoff hinzugefügt. Das Granulat wurde in Blechdosen ausgeliefert, die mit einem speziellen Schlageisen zu öffnen waren. Als Stabilisatoren dienten Oxalsäure und Methylchlorformiat; die Haltbarkeit wurde für die Dauer von drei Monaten nach Auslieferung garantiert. In der Praxis konnte Zyklon B wesentlich länger gelagert werden, wenn die Dosen vor Feuchtigkeit und Durchrosten geschützt wurden. Um dem Überdruck von 0,25 bis 1 Bar innerhalb der Dosen widerstehen zu können, waren diese aus 0,4 mm starkem Blech gefertigt und druckfest bis mindestens 6 Bar. Die verschlossenen Dosen wurden im Werk geprüft und dazu auf 60 °C erhitzt. Ausgeliefert wurde Zyklon B in Dosen mit 200 g, 500 g, 1000 g, 1200 g und 1500 g.
Das Produkt wurde als Verkaufsmarke Zyklon – oft ohne zusätzlichen Buchstaben B auf dem Etikett – durch zwei Händler vertrieben. Die Zusatzbezeichnungen A, B und C dienten fabrikintern als Kennzeichnung für unterschiedliche Verfahren, Reizstoffzusätze und Zusammensetzungen. Zyklon A wurde 1920 eingeführt. Dieses Gemisch aus Cyankohlensäuremethylester und Chlorkohlensäuremethylester wurde aus großen Druckbehältern versprüht, galt aber als unsicher und unwirtschaftlich. Zyklon C enthielt den Zusatzstoff Chlorpikrin, der Uniformknöpfe, Metallschnallen usw. angriff und daher zur Entwesung von Kleidern ungeeignet war.
Formulare und Rechnungen, die die von der Vertriebsfirma Testa beauftragten Fachleute für von ihnen ausgeführte Begasungen ausstellten, enthielten zeitweilig Spalten mit fortlaufenden Buchstaben C, D, E und F, durch die offiziell eine bestimmte Konzentrationsangabe im Begasungsbericht dokumentiert wurde.
Zyklon B wurde entwickelt, um den Umgang mit Blausäure sicher zu machen. Das Zellgift Blausäure ist wegen seines niedrigen Siedepunktes von 25,7 °C insbesondere in flüssiger Form gefährlich zu handhaben. Auch bei Raumtemperatur hat Blausäure einen hohen Dampfdruck und ist dementsprechend leicht flüchtig. Des Weiteren bildet Blausäure mit Luft in Konzentrationen über 5,6 % explosionsfähige Gemische. Durch die langsamere Ausgasung wird beim Einsatz von Zyklon B der schlagartige Aufbau hoher (explosionsgefährlicher) Konzentrationen weitgehend verhindert. Für die Schädlingsbekämpfung in Schiffen und Silos sind deutlich geringere Konzentrationen ausreichend, in der Praxis verwendet man Konzentrationen von ca. 0,03 %. Problemlos transportierbar ist Zyklon B durch die Bindung an ein Substrat (Erco-Würfel, Discoids), die Stabilisierung durch chemische Zusätze und durch die Verpackung.
Bei sachgerechtem Einsatz von Zyklon B als Schädlingsbekämpfungsmittel sind Unfälle extrem selten. Unfälle wie Explosionen und Vergiftungen mit Blausäure gehen oft auf andere Produkte wie Cyankali, flüssige Blausäure oder andere Chemieunfälle zurück. Beim Einsatz von Zyklon B bei der Wehrmacht und bei der bestimmungsgemäßen Verwendung zur Sachentwesung (z. B. Kleidung) in den Konzentrationslagern ist nur ein Unfall bekannt, obwohl in dieser Zeit mehrere hundert Tonnen Zyklon B verwendet wurden.

## Hersteller

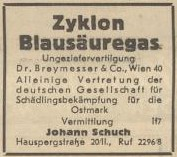
Alleinvertretungsrecht der Fa. Breymesser und Co. für „Zyklon Blausäuregas“ in der Ostmark, Salzburger Volksblatt vom 10. Juli 1941

Die Erfindung des Verfahrens zur Absorption von Blausäure in Kieselgur durch Walter Heerdt ermöglichte es, ein effizientes und handhabungssicheres Schädlingsbekämpfungsmittel herzustellen. Dieses Verfahren wurde am 20. Juni 1922 von der Deutschen Gesellschaft für Schädlingsbekämpfung mbH (kurz Degesch) unter der Nummer DE 438818 zum Patent angemeldet, das am 27. Dezember 1926 vom Reichspatentamt erteilt wurde.
Der Wirkstoff wurde von den Dessauer Werken für Zucker-Raffinerie GmbH und ab 1935 auch bei der Kaliwerke AG im tschechischen Kolín im Auftrag der Degesch hergestellt, einer Tochtergesellschaft der Degussa, des I.G. Farben-Konzerns und von Th. Goldschmidt. Zyklon B wurde über die Handelsunternehmen Tesch & Stabenow (Testa) und Heerdt-Lingler (HeLi) vertrieben.
Die Geschäftsberichte der Degesch weisen für den Zeitraum von 1938 bis 1943 jährliche Produktionsmengen zwischen 160 Tonnen und 411 Tonnen aus. Für Rüstungsaufträge wurde 1943 der Preis auf 4,55 Reichsmark je kg gesenkt. Dessau wurde Ende Mai 1944 bombardiert und das Werk dabei so schwer beschädigt, dass die Jahresproduktion auf 231 Tonnen sank. Bei dem schweren britischen Luftangriff auf Dessau vom 7. März 1945 wurden die Fabrikanlagen und Lager völlig zerstört.
In der DDR wurde von 1952 bis 1969 Zyklon B als Entwesungsmittel durch den VEB Gärungschemie Dessau, den Nachfolgebetrieb der Dessauer Werke für Zucker-Raffinerie GmbH, weiter hergestellt und unter dem Namen Cyanol vertrieben. Neben dem Standort der ehemaligen Produktionsanlage wurde an der Brauereibrücke in Dessau-Roßlau am 27. Januar 2005 anlässlich des 60. Jahrestages der Befreiung des Vernichtungslagers Auschwitz ein Informations- und Mahnpunkt eröffnet. Nach 1969 wurde Zyklon B in Schwedt hergestellt.
In der Bundesrepublik wurde es nach 1945 unter dem Namen Cyanosil und Zedesa Blausäure im Inland und unter dem Namen Zyklon im Ausland vertrieben. Hersteller war die Deutsche Gesellschaft für Schädlingsbekämpfung mbH, die Detia Freyberg GmbH und die Desinsekta GmbH. Die Zulassung für dieses Produkt lief 2001 ab. Die Produktion von Zyklon B wurde unter geändertem Markennamen als Uragan D2 auch in Tschechien (Lučební závody Draslovka, a. s., Kolín) fortgeführt. Das Produkt besteht zu mind. 97,6 % aus wasserfreiem Cyanwasserstoff, welches durch einen Zusatz von 0,1 % Phosphorsäure und 1,0 % Schwefeldioxid stabilisiert ist. Es wird sowohl rein als Flüssigkeit in Druckgasflaschen aus Edelstahl zu 27,5 kg abgefüllt, wie auch, analog dem Produkt Zyklon-Discoids, zu 1500 Gramm in hermetisch verschlossenen Edelstahldosen, adsorbiert auf Zellstoffscheiben. Das Mittel ist unter den Handelsnamen Uragan D2, Bluefume und Cyanopur in mehreren Ländern der EU als Begasungsmittel zur Bekämpfung holzzerstörender Insekten in Holz sowie Hygieneschädlingen (Insekten und Schadnagern) in leerstehenden Objekten und Verkehrsmitteln zugelassen.

## Bestimmungsgemäße Verwendung in der Industrie
Zyklon B wurde hauptsächlich als Ungeziefer-Vernichtungsmittel für die Durchgasung von Schiffen, Kühlhäusern und Getreidemühlen sowie die Entwesung von Massenunterkünften und die Entlausung von Bekleidung eingesetzt. Nach 1939 stieg der Bedarf durch den Einsatz bei der Wehrmacht und in Lagerunterkünften von Zwangs- und Fremdarbeitern steil an. 
Nach Angaben der Detia-Degesch wurde Blausäure noch 2010 in Südkorea zur Begasung von Obst unter dem Handelsnamen Cyanosil eingesetzt.
In Deutschland wird Cyanosil und das verwandte Pflanzenschutzmittel Zedesa-Blausäure nicht mehr eingesetzt. Die Zulassung durch das Bundesamt für Verbraucherschutz und Lebensmittelsicherheit lief am 31. Dezember 2001 aus.

## Verwendung und Missbrauch in Konzentrationslagern

### Beschaffung und Einsatz
Die Schädlingsbekämpfung mit hochgiftigen Stoffen war seit 1919 gesetzlich geregelt. Der Gebrauch von Blausäure zur Schädlingsbekämpfung war danach grundsätzlich verboten. Der Reichsminister für Ernährung und Landwirtschaft konnte jedoch in besonderen Fällen Ausnahmen von dem Verwendungsverbot zulassen.

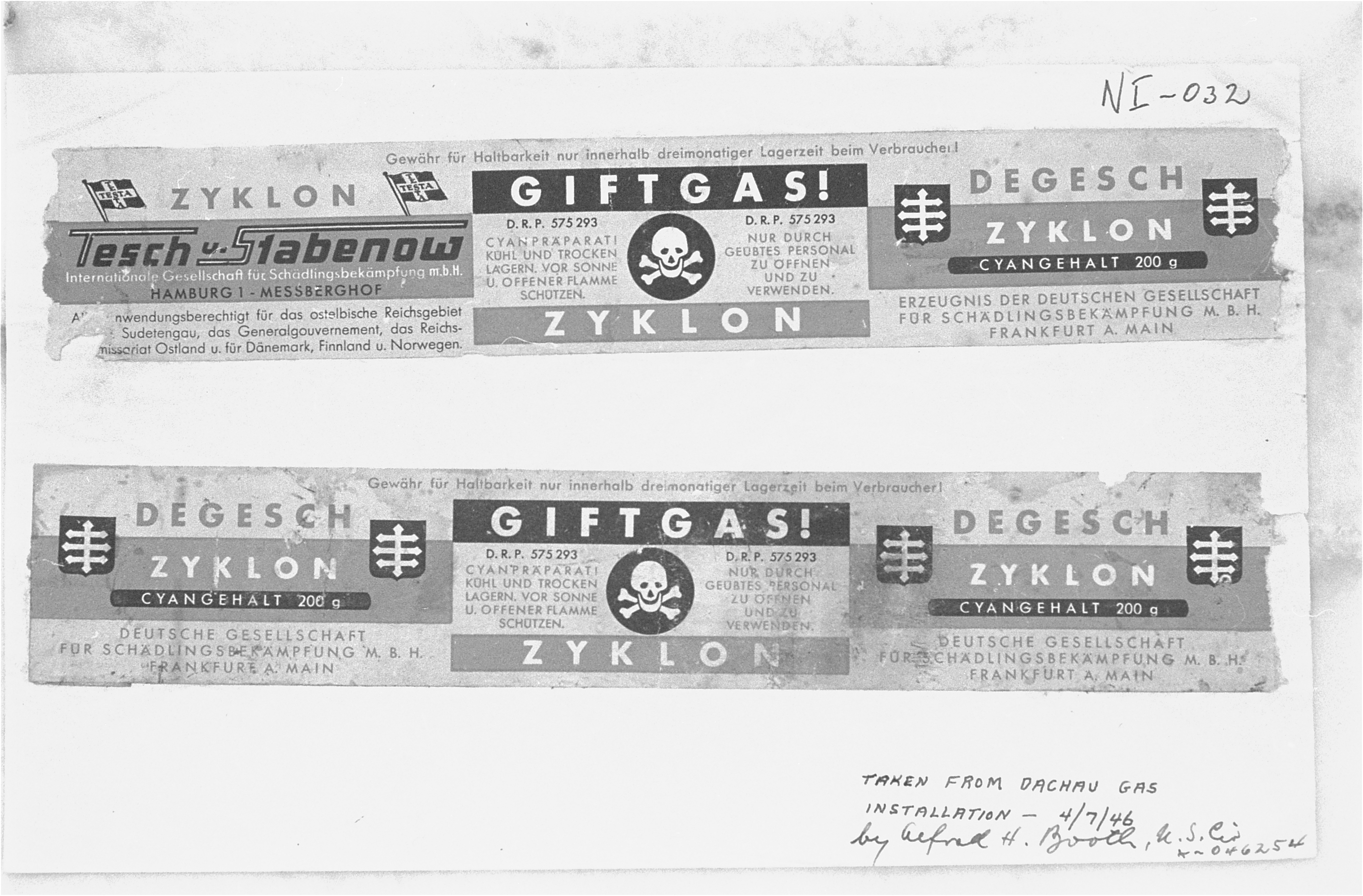
Zyklon-B-Etikett aus Dachau.

1941 gab er in Zusammenarbeit mit dem Reichsminister des Innern einen Erlass heraus, der der Waffen-SS „die Anwendung der Giftgase Blausäure, Äthylenoxid und Tritox zur Schädlingsbekämpfung“ gestattete. Besondere Vorschriften, z. B. zur Ausbildung der Desinfektoren oder Überwachung von Durchgasungen durch staatliche Stellen, die für alle anderen Schädlingsbekämpfer galten, hatten für die Waffen-SS nach diesem Erlass keine Gültigkeit mehr. Die Waffen-SS war seitdem bei der Nutzung von Zyklon B nicht mehr auf Mitarbeiter der Vertriebsfirma Tesch & Stabenow angewiesen und konnte über die Verwendung selbständig entscheiden.
Aufgrund der kritischen Versorgungslage gab es 1943 für die Waffen-SS wesentliche Veränderung beim Einsatz der Schädlingsbekämpfungsmittel. In einem Rundschreiben teilte der Leiter des Hygiene-Instituts der Waffen-SS Joachim Mrugowsky am 24. August 1943 gegenüber SS-Dienststellen und dem Arbeitsausschuss für Raumentwesungs- und Seuchenabwehrmittel mit, in Zukunft könne Blausäure nur noch zur Vergasung von Unterkünften bereitgestellt werden, wenn eine erhebliche Fleckfiebergefahr vorliege. Nach bisherigen Erfahrungen sei eine solche Lage nur in Konzentrationslägern gegeben. In Zukunft dürfe daher Blausäure nur noch zur Vergasung von Baracken in Konzentrationslägern verwendet werden.
Im KZ Auschwitz-Birkenau wurde Zyklon B vom Frühjahr 1942 an auf Initiative des SS-Hauptsturmführers Karl Fritzsch jedoch auch verwendet, um Lagerinsassen und Neuankömmlinge aus den Ghettos in als Duschräume getarnten Gaskammern massenhaft und in industriellem Umfang zu ermorden. Es wird „nicht ausgeschlossen“, dass unabhängig davon schon Ende 1939 im Fort VII in Posen Zyklon B zur Tötung psychisch Kranker verwendet worden war, um an ihnen die Wirkung des Giftgases zu erproben (siehe auch Erste Gaskammer in Posen).
Im Herbst 1941 ließ Fritzsch im Keller von Block 11 des Stammlagers Auschwitz I 600 sowjetische Kriegsgefangene sowie 250 kranke Häftlinge mit Zyklon B vergasen. Der Lagerkommandant Rudolf Höß entschied sich daraufhin, ausschließlich dieses Giftgas zu verwenden, weil er es gegenüber Motorabgasen und Kohlenstoffmonoxid aus Gasflaschen für „effektiver“ hielt.
Zyklon B wurde – in weitaus geringerem Maße – auch in den Lagern KZ Majdanek, KZ Mauthausen, KZ Sachsenhausen, KZ Ravensbrück, KZ Stutthof und KZ Neuengamme benutzt, um Menschen zu töten. In den meisten Vernichtungslagern wurden hierzu Motorabgase, manchmal auch reines Kohlenstoffmonoxid verwendet.
Bei Experimenten mit Giftgasen, die im kroatischen KZ Stara Gradiška durchgeführt wurden, kam auch Zyklon B zum Einsatz.
Jean-Claude Pressac recherchierte von 1979 bis 1985 detailliert die Verwendung von Zyklon B im Vernichtungslager Auschwitz-Birkenau. Dabei stellte er fest:
- Zyklon B wurde von der Wehrmacht und in den Konzentrationslagern in erheblichen Mengen zur Entwesung benötigt.
- Der weitaus größte Teil des Zyklon B, das nach Auschwitz gelangte, wurde tatsächlich auch dort bestimmungsgemäß zur Ungeziefer-Entwesung eingesetzt, um Läuse als Überträger von Seuchen abzutöten.
- Eine prozentual geringe Menge des gelieferten Zyklon B reichte jedoch aus, um den Massenmord an Menschen durchzuführen: Auf warmblütige Lebewesen wirkt Blausäure schon in geringer Dosis tödlich (1/22 der Dosis für Wirbellose). Im Prozess gegen den Geschäftsführer der Degesch, Gerhard Peters, wurde festgestellt, dass vier Kilogramm Zyklon B zur Vergasung von 1000 Menschen ausreichten.[28]

Durch kriegsbedingten Mangel wurde der Anteil des Warn- und Reizstoffes im Zyklon B herabgesetzt; ab Juni 1944 entfiel der Zusatz gänzlich. Bereits ab Juni 1943 gab es Lieferungen von Zyklon B ohne Warnstoff nach Auschwitz. Laut Urteilsbegründung im Prozess gegen den Geschäftsführer der Firma Degesch/HeLi (Heerdt-Lingler) gilt es als erwiesen, dass diese Sonderform dort zur Tötung von Menschen Verwendung fand.

### NS-Prozesse

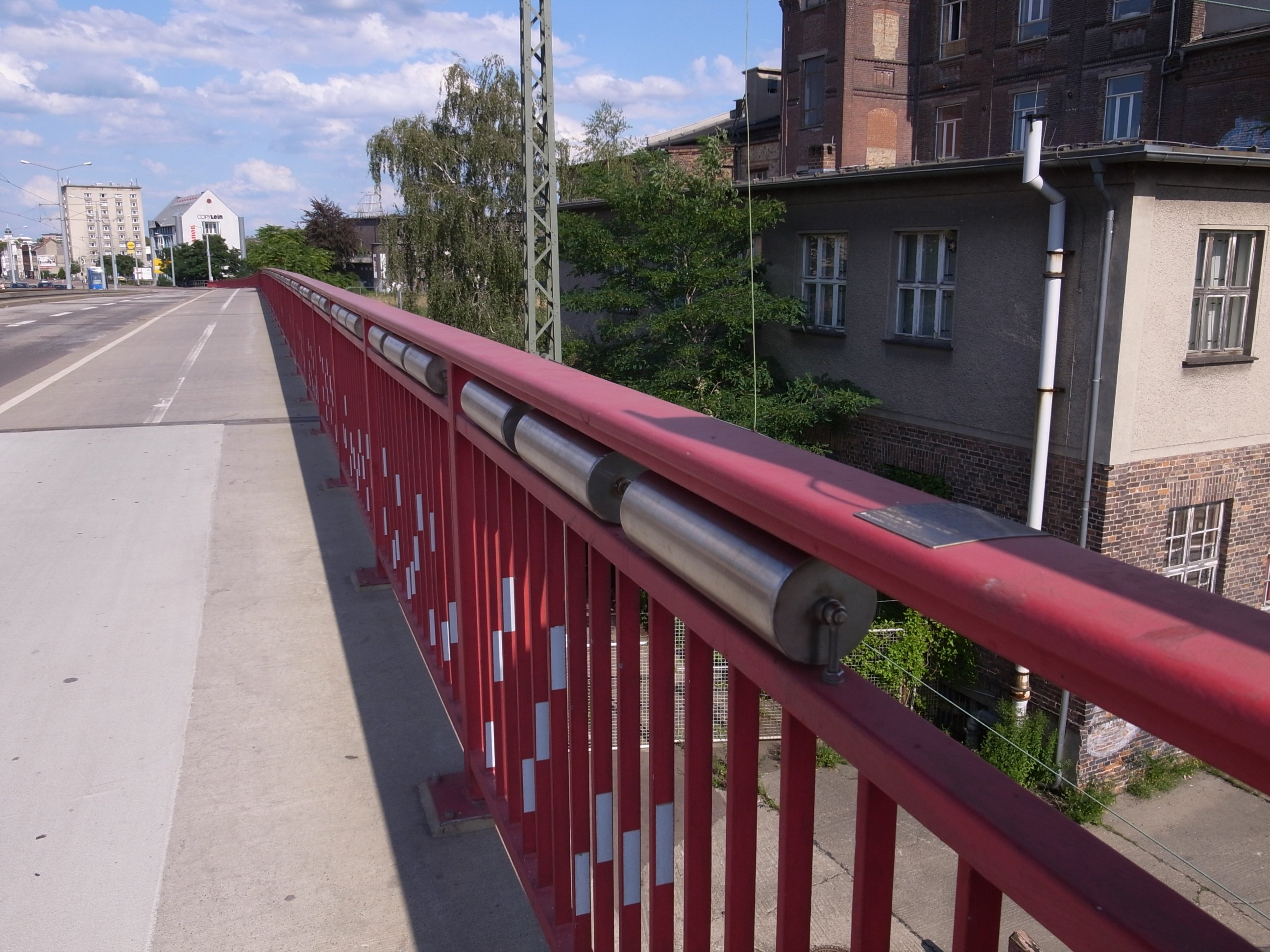
Informations- und Mahnpunkt Zyklon B an der ehemaligen Zucker-Raffinerie in Dessau

Die Verantwortlichen der Lieferfirma Tesch & Stabenow (Testa) standen 1946 im ersten der sog. Curiohaus-Prozesse in Hamburg vor einem britischen Militärgericht. Bruno Tesch und sein Geschäftsführer Karl Weinbacher wurden zum Tode verurteilt und hingerichtet. Joachim Hans Drosihn, technischer Mitarbeiter der Testa, wurde freigesprochen, weil er keinen Einblick in die Geschäftspolitik gehabt habe.
Gerhard Peters von der Degesch wurde 1948 vom Landgericht Frankfurt am Main zunächst zu sechs Jahren Freiheitsstrafe verurteilt, nach teilweise erfolgter Verbüßung jedoch im Wiederaufnahmeverfahren 1955, acht Jahre vor Beginn der Auschwitzprozesse, freigesprochen.
Im Nürnberger Prozess gegen I.G. Farben 1947/48 wurden die dem Verwaltungsrat der Degesch angehörenden Vorstandsmitglieder der I.G. Farben Heinrich Hörlein, Carl Wurster und Wilhelm Rudolf Mann wegen der Lieferungen von Zyklon B durch die Degesch an die Konzentrations- und Vernichtungslager zur Massenvernichtung in den Gaskammern angeklagt, aber freigesprochen. Die Angeklagten hätten „keinen bestimmenden Einfluß auf die Geschäftspolitik der DEGESCH oder strafrechtlich erhebliche Kenntnis von dem Verwendungszweck ihrer Erzeugnisse“ gehabt.
Bei der Beschaffung für das Konzentrationslager Auschwitz war SS-Hauptsturmführer Robert Mulka tätig. Victor Capesius verwaltete als Lagerapotheker den Bestand an Zykon B. Beide wurden unter anderem auch deswegen beim Frankfurter Auschwitz-Prozess 1965 zu langjährigen Haftstrafen verurteilt. 